# Montigny-Lengrain

Montigny-Lengrain este o comună în departamentul Ain, Franța. În 1 ianuarie 2022 avea o populație de 684 de locuitori.